# Christian Adolf Hasert

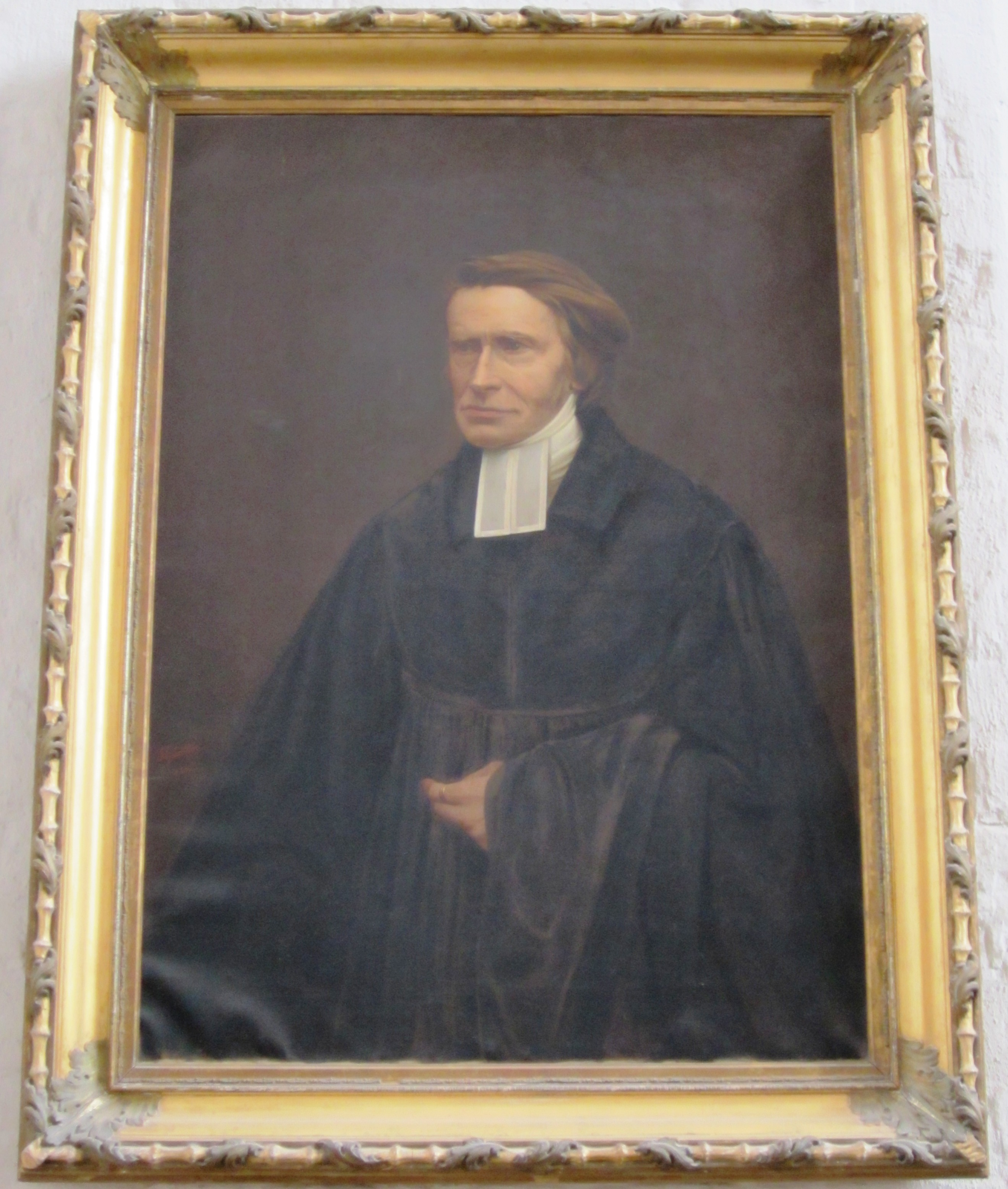
Johann Christian Adolf Hasert, Ölgemälde von J. Günther (1865)

Johann Christian Adolf Hasert (* 3. Juni 1795 in Stralsund; † 23. Dezember 1864 in Greifswald) war ein deutscher evangelisch-lutherischer Theologe und Pädagoge.

## Leben
Christian Adolf Hasert besuchte das Gymnasium Stralsund und studierte ab 1815 in Königlichen Universität zu Greifswald, ab 1817 in Friedrichs-Universität Halle. In Greifswald wurde er 1815 Mitglied des Corps Pomerania Greifswald und 1816 der Neopomerania. 1818 wurde er Hauslehrer in der Umgebung von Greifswald. Eine Zeitlang wirkte er als Assistent von Theodor Ziemssen in dessen 1807 gegründeten privaten Erziehungsanstalt in Hanshagen, in der bis 1826 jeweils zehn bis zwölf Jungen lebten und nach der Methode Pestalozzis unterrichtet wurden. Nachdem er 1821 und 1823 seine theologischen Examen abgelegt hatte, wurde er 1824 Diaconus am Dom St. Nikolai (Greifswald) und war von 1848 bis zu seinem Tode Pastor daselbst. 1824 wurde Hasert zum Dr. phil. promoviert. Ab 1836 war er außerordentlicher a.o. Professor für Pädagogik in Greifswald sowie Direktor des Lehrerseminars (bis zu dessen Verlegung nach Franzburg 1853). Die theologische Fakultät ernannte ihn 1856 zu ihrem Ehrendoktor.
Der Sohn Albert (1827–1866) wurde Pastor in Boltenhagen. Sohn Rudolph (1826–1877) wurde Pastor in Gristow.

## Schriften
- Über die Vorhersagungen Jesu von seinem Tode und seiner Auferstehung. Berlin 1839 (Digitalisat, Bayerische Staatsbibliothek)
- Die Evangelien, ihr Geist, ihre Verfasser und ihr Verhältniß zu einander : Ein Beitrag zur Lösung der kritischen Fragen über die Entstehung derselben. Leipzig: Wigand 1852 (Digitalisat, Bayerische Staatsbibliothek)